# Città della Pieve
Città della Pieve este o comună din provincia Perugia, regiunea Umbria, Italia, cu o populație de 7.466 locuitori (1 ianuarie 2023) și o suprafață de 110,94 km².

## Demografie
Città della Pieve - evoluția demografică

|  | Graficele sunt indisponibile din cauza unor probleme tehnice. Mai multe informații se găsesc la Phabricator și la wiki-ul MediaWiki. |

Date: Recensăminte sau birourile de statistică - grafică realizată de Wikipedia